# الأفاعي المجلجلة (فلم)
الأفاعي المجلجلة (بالإنجليزية: Rattlesnakes)، هُو فيلم دراما صدر سنة 2019، وهُو من إخراج Julius Amedume وإنتاج Nik Powell عن شركة سكالا للإنتاج.

## وصلات خارجية
- الأفاعي المجلجلة على موقع IMDb (الإنجليزية)
- الأفاعي المجلجلة على موقع روتن توميتوز (الإنجليزية)
- الأفاعي المجلجلة على موقع قاعدة بيانات الفيلم (الإنجليزية)
- الأفاعي المجلجلة على موقع ليتربوكسد (الإنجليزية)
- الأفاعي المجلجلة على موقع كينوبويسك (الروسية)